# Ordinea de bătaie a Armatei României în Transilvania, 15 aprilie-1 mai 1919
în perioada acțiunilor militare dintre Munții Apuseni și Tisa - 15 aprilie-1 mai 1919, forțele Armatei României, dislocate în Transilvania, aveau următoarea ordine de bătaie::pp. 312-320
Comandamentul Trupelor din Transilvania
- Comandant - General de divizie Gheorghe Mărdărescu
- Șef de stat major - General de brigadă Ștefan Panaitescu
- Sub-șef de stat major - Colonel Vasile Maxim

- Grupul de Nord

Comandant
- General de brigadă Traian Moșoiu
Șef de stat major
- Locotenent-colonel Athanasie Negulescu
- Divizia 7 Infanterie

Comandant
- General de brigadă Constantin Neculcea
Șef de stat major
- Locotenent-colonel Ioan Stănescu
- Brigada 13 Infanterie - Comandant - colonel Gheorghe Iordăchescu

- Regimentul 15 Infanterie
- Regimentul 27 Infanterie

- Brigada 14 Infanterie - Comandant - colonel Constantin Ioan

- Regimentul 14 Infanterie
- Regimentul 16 Infanterie

- Brigada 7 Artilerie - Comandant - colonel Aurel Moscu

- Regimentul 4 Artilerie
- Divizionul I/Regimentul 8 Obuziere

- Escadronul 4/Regimentul 8 Călărași
- Batalionul 7 Pionieri

- Divizia 16 ardeleană

Comandant
- General de brigadă Alexandru Hanzu
Șef de stat major
- Locotenent-colonel Arthur Phleps
- Batalionul 16 Vânători
- Brigada 41 Infanterie - Comandant - colonel Constantin Dragu

- Regimentul 81 Infanterie
- Regimentul 82 Infanterie

- Brigada 42 Infanterie - Comandant - colonel Savel Neagu

- Regimentul 83 Infanterie
- Regimentul 84 Infanterie

- Divizia 2 Cavalerie

Comandant
- General de brigadă Alexandru Constantinidi
Șef de stat major
- Locotenent-colonel Gheorghe Argeșanu
- Brigada 2 Roșiori - Comandant - general de brigadă Cleante Davidoglu

- Regimentul 4 Roșiori
- Regimentul 9 Roșiori

- Brigada 3 Roșiori - Comandant - colonel Constantin Neagu

- Regimentul 5 Roșiori
- Regimentul 10 Roșiori

- Divizionul II Artilerie Călăreață
- Compania 2 Cicliști

- Detașamentul „General Olteanu” - Comandant - general de brigadă Marcel Olteanu

- Brigada 5 Roșiori - Comandant - general de brigadă Marcel Olteanu

- Regimentul 2 Roșiori
- Regimentul 7 Roșiori

- Batalionul III/Regimentul 14 Infanterie
- Bateria 2/Regimentul 4 Artilerie

- Grupul de Sud

Comandant
- General de brigadă Gheorghe Dabija (19-25 aprilie 1919)
- General de brigadă Ștefan Holban (25 aprilie-1 mai 1919)
Șef de stat major
- Locotenent-colonel Constantin Bălăcescu (19-25 aprilie 1919)
- Colonel Cristea Vasilescu (25 aprilie-1 mai 1919)
- Divizia 6 Infanterie

Comandant
- General de brigadă Ștefan Holban (19-25 aprilie 1919)
- General de brigadă Dumitru Sachelarie (25 aprilie-1 mai 1919) - comandant provizoriu
Șef de stat major
- Locotenent-colonel Nicolae Mihăilescu
- Brigada 11 Infanterie - Comandant - colonel Gheorghe Botea

- Regimentul 10 Infanterie
- Regimentul 24 Infanterie

- Brigada 12 Infanterie - Comandant - general de brigadă Dumitru Sachelarie

- Regimentul 11 Infanterie
- Regimentul 12 Infanterie

- Brigada 6 Artilerie - Comandant - colonel Nicolae Săndulescu

- Regimentul 11 Artilerie
- Divizionul II/Regimentul 16 Obuziere
- Divizionul II/Regimentul 1 Artilerie de Munte

- Escadronul 1/Regimentul 6 Călărași
- Batalionul 6 Pionieri

- Divizia 1 Vânători

Comandant
- General de brigadă Aristide Lecca
Șef de stat major
- Locotenent-colonel Eber Moucha
- Brigada 1 Vânători - Comandant - general de brigadă Dumitru Niculescu

- Regimentul 1 Vânători
- Regimentul 5 Vânători

- Brigada 2 Vânători - Comandant - colonel Teodor Pirici

- Regimentul 4 Vânători
- Regimentul 6 Vânători

- Brigada 23 Artilerie - Comandant - colonel Constantin Macarovici

- Regimentul 23 Artilerie
- Divizionul I/Regimentul 28/3 Obuziere

- Escadronul 1/Regimentul 1 Călărași

- Divizia 2 Vânători

Comandant
- General de brigadă Gheorghe Dabija
Șef de stat major
- Locotenent-colonel Constantin Bălăcescu
- Brigada 3 Vânători - Comandant - colonel Constantin Paulian

- Regimentul 2 Vânători
- Regimentul 3 Vânători

- Brigada 4 Vânători - Comandant - colonel Dumitru Dumitriu

- Regimentul 9 Vânători
- Regimentul 10 Vânători

- Brigada 14 Artilerie - Comandant - colonel Nicolae Vasilescu

- Regimentul 24 Artilerie
- Divizionul I/Regimentul 29/4 Obuziere
- Bateria 4/Regimentul 2 Artilerie de Munte
- Secția I Autotunuri

- Escadronul 4/Regimentul 2 Călărași

- Rezerva generală a Comandamentului Trupelor din Transilvania

- Divizia 18 ardeleană

Comandant
- General de brigadă Dănilă Papp
Șef de stat major
- Locotenent-colonel Iosif Iacobici
- Batalionul 18 Vânători
- Brigada 41 Infanterie - Comandant - colonel Nicolae Mihăilescu

- Regimentul 89 Infanterie
- Regimentul 90 Infanterie

- Brigada 46 Infanterie - Comandant - colonel Rafael Mărculescu

- Regimentul 91 Infanterie
- Regimentul 92 Infanterie

- Grupul 5 Aviație - maior Athanase Enescu

## Vezi și
- Ordinea de bătaie a Armatei României în Transilvania, ianuarie 1919
- Ordinea de bătaie a Armatei României în Transilvania, iulie 1919